# League One Volleyball
La League One Volleyball è una lega professionistica femminile di pallavolo statunitense.

## Storia
La League One Volleyball (LOVB) nasce nel 2020 su iniziativa di Katlyn Gao, Peter Hirschmann e Kevin Wong come rete di club giovanili con l'intento di creare e sostenere una lega professionistica. La nascita della lega professionistica viene ufficializzata un anno dopo, mentre nel 2023 vengono annunciate le sedi dei sei club professionistici affiliati alla lega, ossia Atlanta, Houston, Madison, Omaha, Salt Lake City e Austin. I club affiliati alla lega non possiedono dei tradizionali nomi con il nome della città seguito dal nickname, ma utilizzano la sigla LOVB seguita dal nome della città.

## Albo d'oro
| Anno          | Podio       | Podio      | Podio |
| Campione      | Seconda     | Terza      |       |
| ------------- | ----------- | ---------- | ----- |
| 2025 Dettagli | LOVB Austin | LOVB Omaha | -     |

## Palmarès
| Atlete      | Titoli | Stagioni |
| ----------- | ------ | -------- |
| LOVB Austin | 1      | 2025     |